# Sébastien Jumel
Pour les articles homonymes, voir Jumel (homonymie).
Sébastien Jumel, né le 20 décembre 1971 à Sainte-Adresse (Seine-Maritime), est un homme politique français, membre du Parti communiste français.
Il a été conseiller général de la Seine-Maritime de 2002 à 2015 (élu dans le canton de Dieppe-Ouest), maire de Dieppe de 2008 à 2017 et député de la sixième circonscription de la Seine-Maritime de juin 2017 jusqu'à la dissolution de l'Assemblée nationale par Emmanuel Macron en juin 2024.

## Biographie

### Origines et études
Sébastien Jumel est le fils d'un père ouvrier soudeur « anarcho-syndicaliste » adhérent à la CGT et d'une mère de culture catholique travaillant en maison de retraite. Il passe une partie de son enfance à Caucriauville (Le Havre).
Après une scolarisation dans un collège en ZEP de Gonfreville-l'Orcher, il est diplômé d'un baccalauréat en sciences économiques (1989), d'une licence en administration publique (1992) et d'un DEA en droit et gestion des collectivités locales de l'université Paul-Cézanne d'Aix-en-Provence.

### Parcours politique

#### Débuts et premières candidatures électorales
En 1986, lycéen au Havre, il participe aux manifestations contre la réforme des universités présenté par le ministre Alain Devaquet. En 1989, âgé de 18 ans, militant de l’UNEF-SE, il adhère au Parti communiste français.
En 1994, Christian Cuvilliez, maire de Dieppe, l'engage pour devenir son directeur de cabinet.
En 1995, Sébastien Jumel est élu au Comité fédéral puis au bureau de la fédération de Seine-Maritime du PCF.
De 1997 à 2002, il est assistant parlementaire de Christian Cuvilliez durant son mandat de député.
En 2001, alors que Christian Cuvilliez est mis en examen dans une affaire d'emplois fictifs, Sébastien Jumel prend sa défense. Christian Cuvilliez étant battu aux élections municipales puis aux élections législatives l'année suivante avant d'être condamné par les tribunaux et privé de ses droits civiques, Sébastien Jumel devient alors assistant parlementaire du député de la huitième circonscription de la Seine-Maritime, Daniel Paul.
En 2002, il est candidat dans le canton de Dieppe-Ouest lors de l'élection organisée à la suite de la démission d'Édouard Leveau de son poste de conseiller général. Contre toute attente, Sébastien Jumel est élu conseiller général contre Annick Leveau, la candidate UMP et épouse du maire de Dieppe. Il commence alors à construire son réseau dans la ville de Dieppe avec le soutien des principaux adjoints de l'ancienne équipe municipale et de Christian Cuvilliez.
En 2004, à la suite de la victoire de la gauche dans le département, Sébastien Jumel devient vice-président du conseil général de la Seine-Maritime et président de la commission départementale de la Jeunesse-Sport-Culture-Tourisme.
En 2007, il est le candidat du PCF lors des élections législatives de 2007 dans la onzième circonscription de la Seine-Maritime. Il est battu dès le premier tour, arrivant en troisième position derrière Sandrine Hurel et Jean Bazin. Il se désiste en faveur de Sandrine Hurel qui est élue députée au second tour.
Pour les élections municipales de mars 2008, il mène les négociations au nom du PCF avec les représentants du PS et ceux des Verts pour constituer à Dieppe une liste d'union de la gauche. La liste l'emporte dès le premier tour et Sébastien Jumel est élu maire de Dieppe, permettant au PCF de reconquérir une ville perdue au profit de la droite en 2001.

#### Maire de Dieppe (2008-2017)
En 2008, c’est à la tête d'une liste d'union, intitulée « Rassemblés, Dieppe avance », comprenant notamment en 3e position l'ancien maire Christian Cuvilliez, qu'il est élu maire de Dieppe le 9 mars, avec 55,47 % des suffrages (8 411 voix) contre 40,68 % (6 168 voix) à Jean Bazin (UMP) et 3,85 % à Bruno Ricque (Parti des travailleurs).
Celui que le journal local, Les Informations dieppoises a surnommé « le camarade maire » prend ses fonctions le 14 mars 2008 en l'absence de son prédécesseur à la mairie qui s'abstient d'ouvrir le conseil et dont le nom est chaque fois sifflé dès qu'il est prononcé.
Remarqué pour sa déclaration « On est chez nous ! » dès son entrée dans la salle bondée du conseil municipal, Sébastien Jumel est, avec Christian Cuvilliez, autant ovationné par la foule de ses partisans que les membres de l'opposition sont hués, sifflés et invectivés à chaque prise de parole. Après avoir prononcé un discours où il parle de revanche et de réhabilitation, Christian Cuvilliez remet l'écharpe tricolore à Sébastien Jumel qui lui rend hommage déclarant alors que, pour lui, « recevoir des mains d’un homme de cette trempe, de cette hauteur de vue, de cette générosité naturelle, l’écharpe de maire constitue symboliquement une juste et légitime réparation de l’histoire ».
L'un de ses premiers actes de maire est de se rendre dans le quartier de la plage du Puys, un fief électoral de la droite locale, durement touché par la tempête du 11 mars. Ce geste est interprété alors par la presse comme un signe d'ouverture. Le 16 mars, il est facilement réélu conseiller général face à une opposition éclatée entre partisans de l'ancien maire CNI, Édouard Leveau, et du candidat UMP, Jean Bazin.
En 2010, il est tête de liste de la liste Front de gauche pour les régionales en Haute-Normandie. Obtenant 8,39 % lors du premier tour, la liste fusionne au second tour avec celle du Parti socialiste menée par Alain Le Vern, le président sortant, qui l'emporte avec 55,10 %.
En mars 2014, soutenu par le Front de gauche et EÉLV, il est réélu a la mairie de Dieppe avec 50,37 % des voix devant le candidat UMP, André Gautier (35,07 %) et devant la liste étiquetée divers gauche, menée par Bernard Brébion (14,55 %).
En octobre 2014, à l'invitation de Geoffroy de La Tousche (d), curé de Dieppe, Sébastien Jumel se rend à Rome pendant deux jours et rencontre le Pape François.
Candidat à sa réélection dans le nouveau canton de Dieppe-1, il est battu au côté de sa colistière Emmanuelle Caru Charreton (44,91 %) lors des élections départementales de 2015 par le binôme d'Union de la Droite composé d'André Gautier et de Imelda Vandecandelaere (55,09 %).
Lors des régionales de décembre 2015 dans la nouvelle région de Normandie il est de nouveau tête de liste Front de gauche, obtenant 7,04 % des votes lors du premier tour. Lors du second tour la liste fusionne avec celle du Parti socialiste menée par Nicolas Mayer-Rossignol, qui perd face au candidat de la droite Hervé Morin avec 36,06 % contre 36,43 %. Sébastien Jumel est dès lors élu conseiller régional dans l'opposition.
Conformément à la loi sur le non-cumul des mandats, Sébastien Jumel quitte ses fonctions de maire à l'occasion du conseil municipal du 9 juillet 2017, proposant la candidature de son premier adjoint Nicolas Langlois, réélu en 2020.

#### Député de la Seine-Maritime (2017-2024)
Lors des élections législatives de 2017, il est élu le 18 juin député de la 6e circonscription de la Seine-Maritime avec le soutien du PCF et de La France insoumise. Arrivé deuxième au premier tour, éliminant à 20 voix près Nicolas Bay, vice-président du Front national, il bat au second tour le candidat de La République en marche en rassemblant 52,3 % des suffrages exprimés. Il siège dans le groupe Gauche démocrate et républicaine et fait partie de la commission des Affaires économiques. Son suppléant est Laurent Jacques, maire du Tréport.
Il défend une proposition de loi visant à revaloriser les faibles pensions agricoles.
Début 2022, il soutient la candidature de Jean-Luc Mélenchon en vue de l'élection présidentielle française de 2022.
En vue des élections législatives de 2022, il est investi par le Parti communiste français, dans le cadre de la coalition Nouvelle Union populaire écologique et sociale, pour un deuxième mandat dans la sixième circonscription de la Seine-Maritime. Il est réélu le 19 juin 2022 avec 57,81 % des suffrages, face au candidat du Rassemblement national. Durant cette législature, il est membre de l'Assemblée parlementaire franco-allemande.
Lors des élections législatives anticipées de 2024, Sébastien Jumel soutient la proposition de François Ruffin de créer un « Front populaire » regroupant les partis de gauche. Il reçoit aussi le soutien d'une vingtaine de maires de la circonscription, principalement issus de l’ancien canton d’Eu. Néanmoins, devancé de dix points par son principal adversaire lors du premier tour (34,50 % contre 44,90 %), Sébastien Jumel est battu lors du second tour le 7 juillet 2024 avec 48,79 % des voix contre 51,21 % à Patrice Martin, candidat du Rassemblement national.

## Détail des mandats et fonctions

### Mandat national
- 18 juin 2017 - 9 juin 2024: député de 6e circonscription de la Seine-Maritime, membre de la commission des Affaires économiques

### Mandats locaux
- 1995 : conseiller municipal de Gonfreville-l'Orcher
- 2002 - 2015 : conseiller général de la Seine-Maritime (élu dans le canton de Dieppe-Ouest)
- 2004 - 2015 : vice-président du conseil général de Seine-Maritime
- 2008 - 2017 : maire de Dieppe
- 2015 - 2017 : conseiller régional de Normandie
- Depuis 2017 : conseiller municipal de Dieppe

### Mandats intercommunaux
- Depuis 2017 : conseiller de la communauté d'agglomération de la Région Dieppoise
- Depuis le 2 octobre 2024 : président de la communauté d'agglomération de la Région Dieppoise[23],[24] (Dieppe Maritime).

## Synthèse des résultats électoraux

### Élections législatives
| Année | Parti                   | Parti | Circonscription          | 1er tour | 1er tour | 1er tour | 2d tour | 2d tour | 2d tour | Issue |
| Année | Parti                   | Parti | Circonscription          | Voix     | %        | Rang     | Voix    | %       | Rang    | Issue |
| ----- | ----------------------- | ----- | ------------------------ | -------- | -------- | -------- | ------- | ------- | ------- | ----- |
| 2007  |                         | PCF   | 11e de la Seine-Maritime | 9 544    | 20,03    | 3e       |         |         |         | Battu |
| 2012  | 6e de la Seine-Maritime | PCF   | 10 803                   | 16,55    | 3e       |          |         |         | Battu   |       |
| 2017  | 6e de la Seine-Maritime | PCF   | 12 906                   | 22,82    | 2e       | 24 845   | 52,27   | 1er     | Élu     |       |
| 2022  | 6e de la Seine-Maritime | PCF   | 20 800                   | 37,66    | 1er      | 27 801   | 57,81   | 1er     | Élu     |       |
| 2024  | 6e de la Seine-Maritime | PCF   | 24 763                   | 34,50    | 2e       | 34 567   | 48,79   | 2e      | Battu   |       |

### Élections régionales
Les résultats ci-dessous concernent uniquement les élections où il est tête de liste.
| Année | Parti  | Parti | Région          | 1er tour | 1er tour | 1er tour | 2d tour | 2d tour | 2d tour | Sièges obtenus |
| Année | Parti  | Parti | Région          | Voix     | %        | Rang     | Voix    | %       | Rang    | Sièges obtenus |
| ----- | ------ | ----- | --------------- | -------- | -------- | -------- | ------- | ------- | ------- | -------------- |
| 2010  |        | FG    | Haute-Normandie | 47 959   | 8,39     | 5e       | Fusion  | Fusion  | Fusion  | 10 / 55        |
| 2015  |        | PCF   | Normandie       | 80 588   | 7,04     | 4e       | Fusion  | Fusion  | Fusion  | 5 / 102        |
| 2021  | 72 777 | PCF   | Normandie       | 9,64     | 5e       |          |         |         | 0 / 102 |                |

### Élections cantonales puis départementales
| Année | Parti | Parti | Canton       | Binôme                    | 1er tour | 1er tour | 1er tour | 2d tour | 2d tour | 2d tour | Issue |
| Année | Parti | Parti | Canton       | Binôme                    | Voix     | %        | Rang     | Voix    | %       | Rang    | Issue |
| ----- | ----- | ----- | ------------ | ------------------------- | -------- | -------- | -------- | ------- | ------- | ------- | ----- |
| 2002  |       | PCF   | Dieppe-Ouest |                           | 2 126    | 37,68    | 1er      | 3 581   | 52,90   | 1er     | Élu   |
| 2008  | 4 441 | PCF   | Dieppe-Ouest | 48,58                     | 1er      | 4 618    | 64,22    | 1er     | Élu     |         |       |
| 2015  |       | FG    | Dieppe-1     | Emmanuelle Caru Charreton | 3 940    | 29,96    | 2e       | 5 790   | 44,91   | 2e      | Battu |

### Élections municipales
Les résultats ci-dessous concernent uniquement les élections où il est tête de liste.
| Année | Partis | Partis | Commune | 1er tour | 1er tour | 1er tour | 2d tour | 2d tour | 2d tour | Sièges obtenus | Sièges obtenus |
| Année | Partis | Partis | Commune | Voix     | %        | Rang     | Voix    | %       | Rang    | CM             | CC             |
| ----- | ------ | ------ | ------- | -------- | -------- | -------- | ------- | ------- | ------- | -------------- | -------------- |
| 2008  |        | UG     | Dieppe  | 8 411    | 55,47    | 1er      |         |         |         | 31 / 39        | NC             |
| 2014  |        | PCF    | Dieppe  | 6 121    | 45,18    | 1er      | 6 749   | 50,37   | 1er     | 30 / 39        | 18 / 24        |